# الثورة التجارية

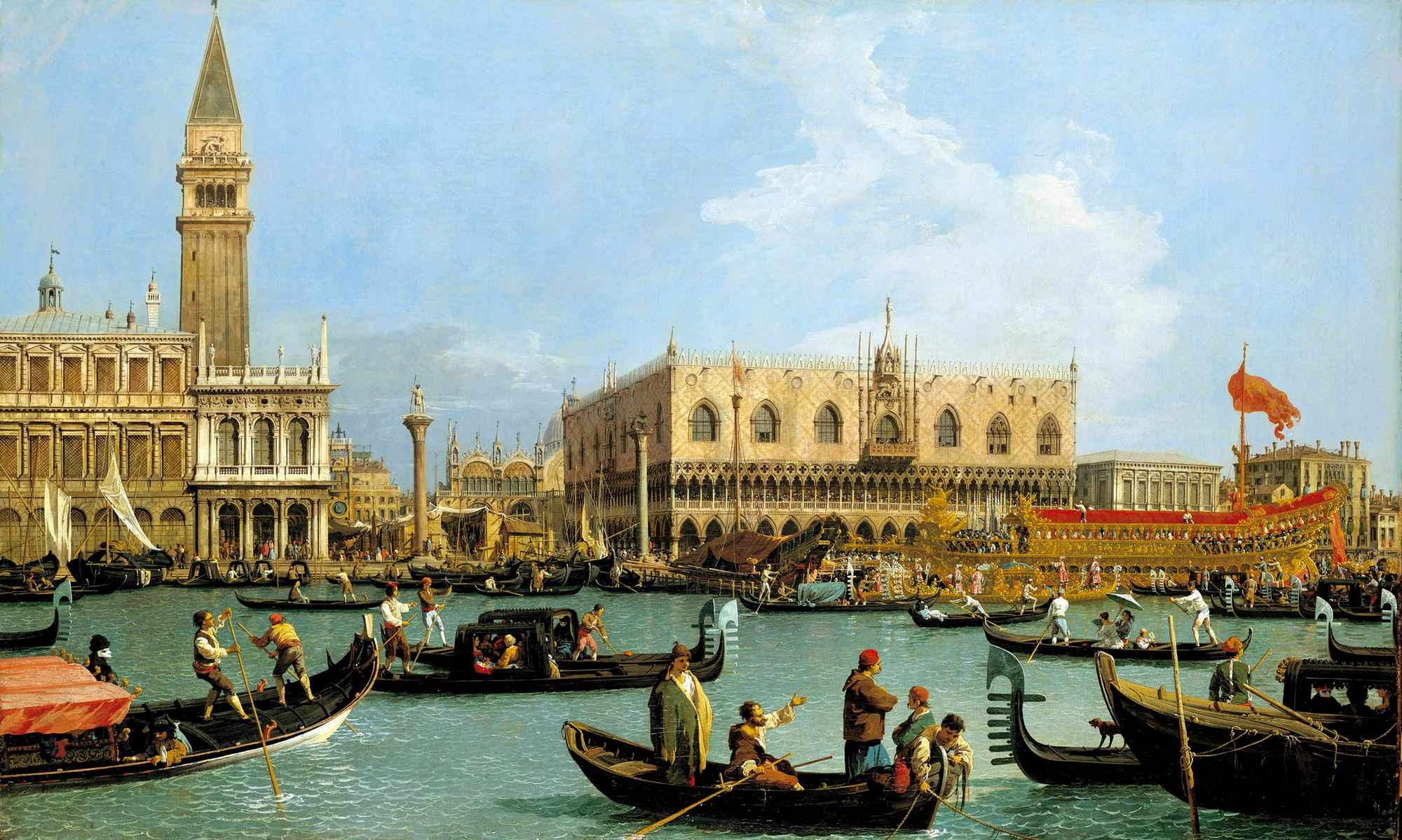
باسينو دي سان ماركو في يوم الصعود

تضمنت الثورة التجارية إنشاء اقتصاد أوروبي يرتكز على التجارة بدأ في القرن الحادي عشر ودام حتى تلته الثورة الصناعية أواسط القرن الثامن عشر. بدءًا بالحملات الصليبية، اكتشف الأوروبيون مجددًا في أوروبا البهار والحرير وسلعًا أخرى. خلق هذا التطور رغبةً جديدة بالتجارة التي توسّعت في النصف الثاني من العصور الوسطى. كانت الدول الأوروبية المتشكلة حديثًا، عبر رحلات الاستكشاف، تبحث عن طرق تجارة بديلة في القرنين الخامس عشر والسادس عشر أتاحت للقوى الأوروبية بناء شبكات تجارة دولية جديدة. سعت الأمم أيضًا وراء مصادر جديدة للثروة وطبّقت المركنتلية والكولونيالية. اتّسمت الثورة التجارية بزيادة في التجارة العامة ونمو الخدمات المالية مثل الخدمات المصرفية والتأمين والاستثمار.

## أصول الثورة التجارية
استخدم المصطلحَ كارل بولاني في كتابه التحول الكبير: «سياسيًا، كانت الدولة المركزية إنشاءً جديدًا استدعته الثورة التجارية...». استخدمه المؤرخ الاقتصادي روبيرتو ساباتينو لوبيز لاحقًا ليبعد الأنظار عن الثورة الصناعية الإنجليزية. في أشهر كتبه، الثورة التجارية في العصور الوسطى (1971، بطبعات عديدة)، حاجج لوبيز بأن المساهمة الأساسية لفترة العصور الوسطى في التاريخ الأوروبي كانت إنشاء الاقتصاد التجاري بين القرنين الحادي عشر والرابع عشر، والذي تركّز في البداية في شرق المتوسط الإيطالي البيزنطي، إلا أنه امتد في النهاية إلى دول المدن الإيطالية وبقية أوروبا. استمر هذا النمط من الاقتصاد تقريبًا منذ القرن الرابع عشر وحتى القرن الثامن عشر. حدّد وولت ويتمان روستو البداية «بصورة اعتباطية» في عام 1488، وهو العام الذي أبحر فيه الأوروبي الأول حول رأس الرجاء الصالح. أشار معظم المؤرخين، من بينهم علماء مثل روبيرت س. لوبيز، وأنجيليكي لايو، وإيرفينغ دبليو. رايموند، وبيتر سبوفورد، إلى وجود ثورة تجارية في القرنين الحادي عشر والثالث عشر، أو أنها بدأت عند تلك الفترة، لا في وقت لاحق.

### الجمهوريات البحرية والكميونات
شهدت إيطاليا في البداية تغيراتٍ اقتصادية كبيرة في أوروبا منذ القرن الحادي عشر وحتى القرن الثالث عشر. كان هناك عادةً:
- زيادة في تعداد السكان؛ تضاعف التعداد السكاني في هذه الفترة (الانفجار الديموغرافي)
- ظهور مدن كبيرة (بلغ عدد سكان فينيسيا وفلورنسا وميلانو ما يزيد عن 100,000 بحلول القرن الثالث عشر، بالإضافة إلى مدن عديدة أخرى مثل جنوة وبولونيا وفيرونا التي بلغ عدد سكانها ما يزيد عن 50,000)
- إعادة بناء الكاتدرائيات الكبرى
- هجرة كبيرة من الريف إلى المدينة (وصل معدل التحضّر في إيطاليا إلى 20%، جاعلًا منها المجتمع الأكثر تحضّرًا في العالم في ذلك الوقت)
- ثورة زراعية
- تطور التجارة

في كتاب حديث عن دول المدن، يؤكد العالم الأمريكي رودني ستارك أنها تزوجت بحكومة متجاوبة، المسيحية وولادة الرأسمالية. يجادل بأن إيطاليا تشكلت في الغالب من مدن مستقلة ازدهرت عبر تجارة استندت إلى المبادئ الرأسمالية الباكرة وبقيت على قدم المساواة مع تحكم الكنيسة المباشر والقوة الإمبريالية.
أوضح مؤرخ جامعة كيمبريدج والفيلسوف السياسي كوينتين سكينير تعليق أوتو فرايزينغ، رئيس أساقفة ألماني زار إيطاليا خلال القرن الثاني عشر، بأن مدن إيطاليا بدت أنها قد خرجت من الإقطاع، إذ بُني مجتمعها على التجار والتجارة. حتى المدن والدول الشمالية كانت هامة نظرًا إلى جمهورياتها البحرية، وعلى وجه التحديد جمهورية فينيسيا. بالمقارنة مع الملكيات المطلقة أو دول أخرى محكومة مركزيًا بصورة أكبر، تمتعت الكميونات الإيطالية والجمهوريات التجارية بحرّية سياسية نسبية أفضت إلى التقدم الأكاديمي والفني. جغرافيًا، وبسبب التجارة، أصبحت مدن إيطاليا مثل فينيسيا مراكز تجارة دولية وخدمات مصرفية ومفترق طرق ثقافي.
يوضح مؤرخ جامعة هارفرد نيال فيرغسون أن فلورنسا وفينيسيا، وأيضًا العديد من دول المدن الإيطالية الأخرى، لعبت دورًا حاسمًا في التطورات المالية العالمية بابتكارها الأدوات الرئيسية، وممارسة الخدمات المصرفية، وظهور أشكال جديدة للتنظيم الاجتماعي والاقتصادي.
يُقدَّر أن نصيب الفرد من الدخل في شمالي إيطاليا تضاعف ثلاث مرات منذ القرن الحادي عشر وحتى القرن الخامس عشر. كان هذا مجتمعًا متنقلًا بشكل كبير ويتوسع جغرافيًا متغذيًا على تجارة النهضة سريعة التوسع.
في القرن الرابع عشر، تمامًا مع بداية عصر النهضة، كانت إيطاليا العاصمة الاقتصادية لأوروبا الغربية: كانت الولايات الإيطالية في صدارة مصنّعي منتجات الصوف الجاهزة، إلا أنه مع تفشي الطاعون الدبلي في عام 1348، وولادة صناعة الصوف الإنجليزية، والحروب العامة، خسرت إيطاليا مؤقتًا تفوقها الاقتصادي. غير أنه بحلول القرن الخامس عشر كانت إيطاليا تسيطر من جديد على التجارة على امتداد البحر المتوسط. وجدت سوقًا مناسبة جديدة في المواد الفاخرة مثل السيراميك، والآنية الزجاجية، والدانتيل، والحرير، وشهدت أيضًا ولادةً جديدة مؤقتة لصناعة الصوف.
خلال القرن الحادي عشر في إيطاليا الشمالية، ظهرت بنية سياسية واجتماعية جديدة: دول المدن أو الكميونة (البلدية). كانت الثقافة المدنية التي بزغت من هذه المدن لافتةً للنظر. احتوت الدولة الملكية الكميوناتِ حالما ظهرت في بعض الأماكن (على سبيل المثال بريطانيا وفرنسا). استمرّت الكميونات في شمال إيطاليا ووسطها كما كان الحال في أقاليم أخرى على امتداد أوروبا لتصبح دول مدن قوية ومستقلة. في إيطاليا، انفصلت الكميونات عن أسيادها الإقطاعيين في أواخر القرنين الثاني عشر والثالث عشر، خلال نزاع التنصيب بين البابا والإمبراطور الروماني المقدس: قادت ميلانو المدن اللومباردية ضد الأباطرة الرومان المقدسين وهزمتهم ونالت استقلالها (معارك لينيانو 1176 وبارما 1248، انظر أيضًا رابطة لومبارديا).
أفضت ثورات مدن مشابهة إلى تأسيس دول المدن في جميع أنحاء أوروبا العصور الوسطى، مثل روسيا (جمهورية نوفغورود، القرن الثاني عشر)، وفي فلاندرز (معركة الرماح الذهبية، القرن الرابع عشر)، وفي سويسرا (مدن كونفدراليات سويسرا القديمة، القرن الرابع عشر)، وفي ألمانيا (الرابطة الهانيسياتية، القرنان الرابع عشر والخامس عشر)، وفي بروسيا (حرب الثلاثة عشر عامًا، القرن الخامس عشر).
أضحت بعض دول المدن الإيطالية قوى عسكرية عظمى منذ وقت باكر جدًا. كسبت فينيسيا وجنوة إمبراطوريات بحرية واسعة في البحر المتوسط والبحر الأسود، وشكّل بعضها تهديدًا للإمبراطورية العثمانية المتعاظمة. خلال الحملة الصليبية الرابعة (1204)، غزت البندقية ربع الإمبراطورية البيزنطية.
كانت الجمهوريات البحرية إحدى النتائج الأساسية لهذه الثقافة الاجتماعية والمدنية، واستندت إلى التجارة وتبادل المعرفة مع مناطق أخرى من العالم خارج أوروبا الغربية. على سبيل المثال، كان لجمهورية راغوسا وجمهورية فينيسيا صلات تجارية هامة مع العالم الإسلامي والهندي، وقد ساعد هذا على التطور الأولي لعصر النهضة الإيطالية.
بحلول أواخر القرن الثاني عشر، ظهر مجتمع جديد ولافت للنظر في شمال إيطاليا، غني، ومتنقل، ومتوسع، مع طبقة مختلطة أرستقراطية وبورغيزه حضرية (برجوازية)، مهتمة بالمؤسسات المتحضرة والحكومة الجمهورية. إلا أن العديد من دول المدن الجديدة آوت أيضًا فصائل عنيفة استندت إلى الأسرة والأخوية والأخوّة فقوّضت تماسكها (على سبيل المثال الغويلفيون والغيبيلينيون).
بحلول عام 1300، بات معظم هذه الجمهوريات دولًا أميرية هيمن عليها السينيور. كانت الاستثناءات فينيسيا، وفلورنسا، ولوكا، وبعض الجمهوريات الأخرى التي بقيت في وجه أوروبا ملكية بصورة متزايدة.
بحلول عام 1400، تمكّن السينيورات في حالات عدة من تأسيس سلالة في مدنهم التي سيطروا عليها (أو مجموعة من المدن الإقليمية)، ونالوا أيضًا شرف لقب الملوك من قبل الرئيس الأسبق، فعلى سبيل المثال، اشترى جيان غاليازو فيسكونتي في عام 1395 لقب دوق ميلانو من الإمبراطور فنتسل الرابع مقابل 100,000 فلورين ذهبي.
في القرنين الرابع عشر والخامس عشر، تمكنت ميلانو وفينيسيا وفلورنسا من غزو دول مدن أخرى، مقيمةً دولًا إقليمية. أنهى صلح لودي عام 1454 صراعها للهيمنة على إيطاليا، محققًا توازن القوى ومهيّئًا ظروف التغيرات الفنية والفكرية التي أحدثتها النهضة الإيطالية.